# Филдинг, Бэзил, 2-й граф Денби
Бэзил Филдинг (англ. Basil Feilding; приблизительно 1608 — 28 ноября 1675) — английский аристократ, 1-й барон Филдинг с 1628 года, 2-й виконт Филдинг и 2-й граф Денби с 1643 года, рыцарь Бани. Участвовал в гражданской войне на стороне парламента, после Реставрации поддержал корону. Умер бездетным, так что его наследником стал племянник — Уильям Филдинг.

## Биография
Бэзил Филдинг родился приблизительно в 1608 году и стал старшим сыном сэра Уильяма Филдинга и Сьюзен Вильерс. Его семья принадлежала к небогатому провинциальному дворянству, но в 1610-х годах всё изменилось: брат Сьюзен Джордж Вильерс стал всесильным фаворитом короля Якова I, и все его родственники стали частью английской элиты. Сэр Уильям получил титулы барона Филдинга, виконта Филдинга (1620) и графа Денби (1622). Бэзил Филдинг получил образование в Эммануил-колледже Кембриджского университета. 1 февраля 1626 года он был посвящён в рыцари Бани, а 21 марта 1628 года был вызван в Палату лордов как барон Филдинг.
В последующие годы сэр Бэзил совершил путешествие по Европе. Он воевал с испанцами в Нидерландах, учился в Страсбурге. По возвращении в Англию барон женился на дочери графа Портленда. В 1634 году его назначили послом в Венеции, и следующие пять лет Филдинг провёл в Италии, выполняя дипломатические поручения и собирая произведения искусства для короля и ряда английских аристократов. Он вернулся на родину в 1639 году, причём выяснилось, что его положение при дворе заметно ухудшилось: барон был в немилости у королевы-француженки из-за своей ориентации на союз с Испанией. Король пообещал ему новое назначение в Венецию, но в 1642 году послом стал другой.
Когда конфликт между королём и парламентом перерос в гражданскую войну, сэр Бэзил встал на сторону парламента, хотя его отец поддерживал корону. Палата общин назначила барона лордом-лейтенантом Денбишира и Флинтшира, он сформировал собственный отряд, а позже получил кавалерийский полк, во главе которого принял участие в битве при Эджхилле (октябрь 1642). В апреле 1643 года, после смерти отца, сэр Бэзил унаследовал графский титул. Его значимость в глазах парламента благодаря этому дополнительно выросла: Филдинг стал главнокомандующим в Уорикшире, Вустершире и Стаффордшире, получил пост лорда-лейтенанта Уорикшира и субсидию в 6 тысяч фунтов стерлингов на снаряжение армии.
Мать графа в эти годы направила ему ряд писем с мольбами перейти на сторону короля, отринув «отвратительное и чудовищное заблуждение». Парламентские комитеты Уорикшира и Шропшира открыто обвиняли Филдинга в контактах с врагом и излишнем милосердии по отношению к роялистам. Из-за этих обвинений в ноябре 1644 года граф был лишён командования, но зато возглавил посольство к королю, предложившее мир. Во время переговоров он встретился с Эдуардом Хайдом, 1-м графом Кларендоном, и признался, что сожалеет о сложившемся положении. Сэр Бэзил заявил, что если бы мог ценой своей жизни спасти королевскую, он так и сделал бы. Однако практического продолжения этот разговор не имел.
В 1647 году граф участвовал в переговорах с королём в Гемптон-Корте и Карисбруке. В 1648 году Палата общин включила его в список уполномоченных, которые должны были судить Карла I, но сэр Бэзил отказался, заявив, что предпочёл бы быть разорванным на куски. В 1649—1651 годах он заседал в двух составах Государственного совета, в последующие годы перешёл в лагерь роялистов. Карл II, заняв престол, пожаловал Филдингу титул барона Сент-Лиза (2 февраля 1664).
Сэр Бэзил умер 28 ноября 1675 года.

## Семья
Граф Денби был женат четыре раза:
- на Анне Уэстон, дочери Ричарда Уэстона, графа Портленда, и Фрэнсис Вулдгрейв (умерла 10 марта 1635)[3];
- с 1639 года на Барбаре Лэмб, дочери сэра Джона Лэмба (умерла 2 апреля 1641)[3];
- приблизительно с 1642 года на Элизабет Буршье, дочери Эдуарда Буршье, 4-го графа Бата, и Дороти Сент-Джон (умерла в 1670)[3];
- на Дороти Лейн, дочери Фрэнсиса Лейна[3][5].

Все эти браки остались бездетными. Поэтому наследником сэра Бэзила стал его племянник Уильям Филдинг, 2-й граф Десмонд.